# John Lynch (Footballspieler)
John Terrence Lynch (* 25. September 1971 in Hinsdale, Illinois) ist ein ehemaliger American-Football-Spieler und heutiger -Funktionär. Er spielte auf der Position des Safetys bei den Denver Broncos und den Tampa Bay Buccaneers in der National Football League (NFL). Seit 2017 ist er General Manager der San Francisco 49ers.
John Lynch spielte College Football im Team der Stanford University. Er wurde neunmal in den Pro Bowl gewählt (fünfmal mit Tampa Bay, viermal mit Denver) und gewann mit den Buccaneers nach der Saison 2002 den Super Bowl XXXVII gegen die Oakland Raiders.

## NFL
Lynch wurde in der dritten Runde des NFL Drafts 1993 als 82. Spieler von den Tampa Bay Buccaneers ausgewählt. Er spielte seine ersten elf Saisons in Tampa. 2004 wechselte er als Free Agent zu den Denver Broncos, nachdem er von den Buccaneers entlassen worden war.
2008 beendete er seine Karriere. Er arbeitete anschließend als Kommentator bei FOX.
Seit dem 30. Januar 2017 ist John Lynch General Manager der San Francisco 49ers.